# Jeremy Baumberg
Jeremy John Baumberg (né le 14 mars 1967) est professeur de nanosciences au laboratoire Cavendish de l'université de Cambridge, membre du Jesus College de Cambridge , et directeur du NanoPhotonics Center ,.

## Éducation
Baumberg est né le 14 mars 1967. Il fait ses études à l'université de Cambridge où il est étudiant de premier cycle au Jesus College de Cambridge et obtient un baccalauréat ès arts en sciences naturelles en 1988 . Il part à l'université d'Oxford où il obtient un doctorat en philosophie en 1993. Au cours de ses études de troisième cycle, il est étudiant au Jesus College d'Oxford et supervisé par John Francis Ryan, où sa recherche doctorale porte sur l'optique non linéaire dans les semi-conducteurs .

## Carrière et recherche
Après son doctorat, Baumberg est chercheur invité IBM à l'université de Californie à Santa Barbara de 1994 à 1995. Il retourne au Royaume-Uni pour travailler au Hitachi Cambridge Lab  de 1995 à 1998 avant d'être nommé professeur de physique à l'échelle nanométrique à l'université de Southampton , de 1998 à 2007 où il cofonde Mesophotonics Limited, une entreprise dérivée de l'université de Southampton .
Les recherches de Baumberg portent sur la nanotechnologie  notamment la nanophotonique, la plasmonique, les métamatériaux et les microcavités optiques . Il s'intéresse au développement de matériaux optiques nanostructurés qui subissent des interactions inhabituelles avec la Lumière, et ses recherches ont diverses applications commerciales ,,.
Ses premiers travaux conduisent au développement d'un certain nombre de techniques expérimentales pionnières . Les points saillants des recherches de Baumberg comprennent ses travaux sur le confinement de la lumière à l'échelle nanoscopique et les interactions plasmoniques avec les métaux ; la dynamique ultrarapide des semi- conducteurs magnétiques , qui apporte une contribution significative au domaine de la spintronique ; travail sur le contrôle cohérent dans les solides et études de microcavités semi-conductrices ,,. Au cours de sa carrière, il supervise de nombreux doctorants et chercheurs postdoctoraux dans son laboratoire et ses recherches sont financées par l'EPSRC (Engineering and Physical Sciences Research Council) , et le Conseil pour la recherche en biotechnologie et sciences biologiques .
Baumberg détient des brevets sur le contrôle cohérent, les puces de génération de supercontinuum, les filtres à plasmons, les Lasers à cristaux photoniques, les substrats de spectroscopie Raman à amélioration de surface (SERS) et les cellules solaires .
Le livre de Baumberg The Secret Life of Science: How It Really Works and Why It Matters est publié en mai 2018 .
Baumberg reçoit plusieurs prix pour ses recherches, dont le prix Mullard en 2004 et la médaille Rumford en 2014, tous deux de la Royal Society . L'Institut de physique (IOP) décerne à Baumberg la médaille et le prix Silver Young en 2013  et la médaille et le prix Gold Faraday en 2017 . Baumberg est élu membre de la Royal Society (FRS) en 2011  membre de l'Optical Society of America en 2006 et membre de l'Institute of Physics (FInstP) depuis 1998 .

## Vie privée
Baumberg est le fils de Simon Baumberg , un microbiologiste et qui est professeur de génétique bactérienne à l'université de Leeds de 1996 à 2005,.